# Peter Bouschen
Peter Bouschen (* 16. Mai 1960 in Düsseldorf) ist ein ehemaliger deutscher Leichtathlet.
Er wurde in den Jahren 1981, 1983, 1986 und 1987 insgesamt viermal Deutscher Meister im Dreisprung.
Seine persönliche Bestleistung erzielte er am 2. Juni 1988 in Düsseldorf mit 17,43 m. Damit belegt er in der ewigen Bestenliste des Deutschen Leichtathletik-Verbandes (DLV) hinter Ralf Jaros, Charles Friedek, Volker Mai und Dirk Gamlin den fünften Rang (Stand September 2006).
In der Halle liegt seine persönliche Bestleistung bei 16,97 m, erzielt am 6. Februar 1981 in Sindelfingen. Diese Weite bringt ihn auf Platz sechs in der ewigen Bestenliste des DLV.
Bei einer Größe von 1,81 m hatte er ein Wettkampfgewicht von 78 kg.